# 阿林斯
阿林斯（西班牙語：Alíns）是西班牙加泰罗尼亚莱里达省的一个市镇。 总面积185平方公里，总人口272人（001年），人口密度1人/平方公里。